# Salsola schweinfurthii
Salsola schweinfurthii är en amarantväxtart som beskrevs av Hermann Maximilian Carl Ludwig Friedrich zu Solms-Laubach. Salsola schweinfurthii ingår i släktet sodaörter, och familjen amarantväxter. Inga underarter finns listade i Catalogue of Life.